# 直罗镇战役
直罗镇战役是第一次国共内战中，红一方面军“长征”到达陕甘根据地后，国民革命军与中国工农红军双方的一次战役。
东北军第五十七军一〇九师孤军挺进陕北吴起镇方向。1935年11月20日，国军先头部队第一〇九师占领直罗镇，夜，红一方面军对其包围。次日，红一方面军对第一〇九师发起进攻。红一方面军一部击败了后续赶来的国军，由于东北军长期背井离乡，已经斗志全无，加上共军唱起《松花江上》，东北军士兵更是无心作战，团长石世安、郑树藩阵亡，师参谋长刘德裕被俘。师长牛元峰对红军机动作战能力估计不足，使部队无法逃出红军包围圈，在绝望境地，他掏出手枪让副官打死自己，牛元峰被副官打死后，副官被红军俘虏，第一〇九师突围失败被全歼。24日在张家湾地区的东北军第106师董道源团，一枪没放就投了红军。
红军以800多人伤亡就杀、伤、俘6,000多第一〇九师士兵，军长董英斌战后被解职。战局失利以及后来面对中国共产党停战对峙，导致蒋介石亲自前往西安坐鎮督战。红一方面军缴枪3500余支、机枪176挺、迫击炮8门、马300余匹。